# Sailly (Yvelines)
Sailly település Franciaországban, Yvelines megyében. Lakosainak száma 335 fő (2022. január 1.). Sailly Brueil-en-Vexin, Drocourt, Fontenay-Saint-Père, Lainville-en-Vexin és Aincourt községekkel határos.

## Népesség
A település népessége az elmúlt években az alábbi módon változott:
| Lakosok száma | 381  | 387  | 392  | 378  | 367  | 357  | 348  | 340  | 335  |
|               | 2013 | 2015 | 2016 | 2017 | 2018 | 2019 | 2020 | 2021 | 2022 |